# ONE (만화가)
ONE(원, 1986년 10월 29일 - )은 일본 니가타현 출생, 사이타마현 출신의 남성 만화가이다.

## 내력
대학 시절부터 개인 사이트에서 Web만화를 공개했다. 처음에는 아날로그로 그린 만화를 휴대전화로 촬영해서 게재하였다.
한번 개그 만화를 주간 소년 점프 편집부에 가져간 적이 있다. 어시스턴트 등의 경험 없이 모사도 한 적이 없다. 또한 당시의 작품으로 《태양맨》, 『테니스플레이어 용》 등이 있지만 자세한 정보는 불명이다.
2009년 7월, 웹 만화 투고 사이트 니토샤에서 《원펀맨》을 연재하기 시작한다. 활동 방침에 따라 《원펀맨》을 니토샤에서 등록 해제한다.
《원펀맨》은 ONE의 홈페이지에서 게재 중이다. 2013년 10월, 하루 2만회를 넘는 접속자, 누계 2000만명 이상이 방문하는 사이트로 성장했다.
2012년 4월에, 쇼가쿠칸의 〈우라 선데이〉에서 《모브사이코 100》의 연재를 시작한다.
2012년 6월에, 슈에이샤의 〈이웃집 영 점프〉에서 《마계 아저씨》의 연재를 시작한다. 또, 같은 사이트에서 무라타 유스케의 작화로 그려진 《원펀맨》의 리메이크판도 연재가 시작된다.
2015년 3월에, 《원펀맨》이, 12월에는 《모브사이코 100》의 애니메이션화가 각각 발표되었다.

## 작품 리스트

### 연재
- 원펀맨 (2009년 - 연재 중)
  - 원펀맨 리메이크 (작화 : 무라타 유스케, 이웃집 영 점프 2012년 6월 14일 - 연재 중, 슈에이샤)
- 모브사이코 100 (우라 선데이 2012년 4월 18일 - 2017년 12월 22일, 쇼가쿠칸)
- 마계 아저씨 (이웃집 영 점프 2012년 6월 14일 - 2013년 6월 15일 - 이후 부정기 연재, 슈에이샤)

### 단편
- 탄환천사 팬클럽 (작화 : 무라타 유스케, "미라클 점프" No.8, 57p)
- 노도의 용자들 (작화 : 무라타 유스케, "주간 영 점프" 2012년 6・7 합병호, 19p)
- 바퀴벌레 버스터 (작화 : 무라타 유스케, "영 간간" 2015년 No.7, 31p)

### 동인지
- 지구의 괴수 (작화 : 무라타 유스케, 니시무라 키누, ONE)
- OTHER ONE-BUKURO (작화 : 무라타 유스케)
- OTHER ONE-BUKURO2 (작화 : 무라타 유스케)
- OTHER ONE-BUKURO3 (작화 : 무라타 유스케)